# كاي فوسر
كاي فوسر (4 يناير 1987 ببادن في سويسرا - ) هو لاعب كرة قدم سويسري في مركز الدفاع. شارك مع منتخب سويسرا تحت 16 سنة لكرة القدم ‏ ومنتخب سويسرا تحت 17 سنة لكرة القدم ومنتخب سويسرا تحت 20 سنة لكرة القدم ومنتخب سويسرا تحت 21 سنة لكرة القدم. أما مع النوادي، فقد لعب مع نادي بازل ونادي سيون ونادي غراسهوبر زيوريخ ونادي فولهام.

## وصلات خارجية
- كاي فوسر على موقع قاعدة بيانات كرة القدم.إي يو (الإنجليزية)
- كاي فوسر على موقع بيانات كرة القدم. دي إي (الألمانية)
- كاي فوسر على موقع Soccerbase.com (لاعب) (الإنجليزية)
- كاي فوسر على موقع Soccerway.com (الإنجليزية)
- كاي فوسر على موقع عالم كرة القدم.نت (الإنجليزية)
- كاي فوسر على موقع AS.com (الإسبانية)